# Andy Samberg
David Andrew "Andy" Samberg, född 18 augusti 1978 i Berkeley i Kalifornien, är en amerikansk komiker, skådespelare, musiker, manusförfattare och producent. 
Samberg är mest känd för att ha varit medlem av skådespelarensemblen i Saturday Night Live 2005–2012 och som en del av komikergruppen The Lonely Island (tillsammans med Jorma Taccone och Akiva Schaffer). Han har också varit med i filmen Hot Rod och var även värd för MTV Movie Awards 2009 och Emmy Awards 2015. Vid Golden Globe-galan 2014 prisades Samberg i kategorin Bästa manliga skådespelare i en komediserie för sin roll som Jake Peralta i Brooklyn Nine-Nine.
Efter att ha varit ett par i fem år gifte sig Samberg med musikern Joanna Newsom 2013.

## Filmografi

### Film
| År   | Titel                                      | Roll                                  | Anteckning                         |
| ---- | ------------------------------------------ | ------------------------------------- | ---------------------------------- |
| 2007 | Hot Rod                                    | Rod Kimble                            |                                    |
| 2008 | Space Chimps                               | Ham III                               | Röst                               |
| 2008 | Extreme Movie                              |                                       | Medmanusförfattare                 |
| 2008 | Nick och Norahs oändliga låtlista          | Uteliggare                            |                                    |
| 2009 | I Love You, Man                            | Robby Klaven                          |                                    |
| 2009 | Det regnar köttbullar                      | Brent McHale                          | Röst                               |
| 2011 | Friends With Benefits                      | Quincy                                |                                    |
| 2011 | What's Your Number?                        | Gerry Perry                           |                                    |
| 2012 | Hotell Transylvanien                       | Jonathan Loughran                     | Röst                               |
| 2012 | That's My Boy                              | Han Solo Berger/ Todd Peterson        |                                    |
| 2012 | Celeste and Jesse Forever                  | Jesse Abrams                          |                                    |
| 2012 | Grannpatrullen                             | Casual Wanker #1                      | Cameo                              |
| 2013 | The To Do List                             | Van King                              |                                    |
| 2013 | Grown Ups 2                                | Manlig cheerleader                    | Cameo                              |
| 2013 | Det regnar köttbullar 2                    | Brent McHale                          | Röst                               |
| 2014 | Bad Neighbours                             | Toga #1                               | Cameo                              |
| 2015 | Hotell Transylvanien 2                     | Jonathan "Johnny" Loughran            | Röst                               |
| 2016 | Popstar: Never Stop Never Stopping         | Conner "Kid Conner" Friel/Conner4Real | Även producent och manusförfattare |
| 2016 | Storkarna                                  | Junior                                | Röst                               |
| 2017 | Brigsby Bear                               | Eric                                  | Även producent                     |
| 2018 | Hotell Transylvanien 3: En monstersemester | Johnny Loughran                       | Röst                               |
| 2020 | Palm Springs                               | Nyles                                 | Även producent                     |

### Tv
| År        | Titel                               | Roll                         | Anteckningar                      |
| --------- | ----------------------------------- | ---------------------------- | --------------------------------- |
| 2005–2012 | Saturday Night Live                 | Olika karaktärer             | 139 avsnitt; även manusförfattare |
| 2009      | 2009 MTV Movie Awards               | Sig själv (värd)             | TV-special                        |
| 2011–2017 | Äventyrsdags                        | Olika röster                 | 3 avsnitt                         |
| 2012      | Cuckoo                              | Dale "Cuckoo" Ashbrick       | 7 avsnitt                         |
| 2013      | 28th Independent Spirit Awards      | Sig själv (värd)             | TV-special                        |
| 2013      | Comedy Central Roast                | Sig själv (roaster)          | TV-special                        |
| 2013–2021 | Brooklyn Nine-Nine                  | Jake Peralta                 | Huvudroll; även producent         |
| 2015      | Major Lazer                         | Dr Nerd/Dr Bass Drop (röst)  | 2 avsnitt                         |
| 2015      | 67th Primetime Emmy Awards          | Sig själv (värd)             | TV-special                        |
| 2017      | Lady Dynamite                       | Sig själv                    | 2 avsnitt                         |
| 2018      | Alone Together                      |                              | Exekutiv producent                |
| 2019      | Golden Globe-galan 2019             | Sig själv (medvärd)          | TV-special                        |
| 2019      | The Dark Crystal: Age of Resistance | The Heretic (skekGra) (röst) | 4 avsnitt                         |